# Condado de Van Buren (Tennessee)
El condado de Van Buren  (en inglés: Van Buren County, Tennessee), fundado en 1840, es uno de los 95 condados del estado estadounidense de Tennessee. En el año 2000 tenía una población de 5.508 habitantes con una densidad poblacional de 8 personas por km². La sede del condado es Spencer .

## Geografía
Según la Oficina del Censo, el condado tiene un área total de 711 km² (274,5 mi²), de la cual 708 km² (273,4 mi²) es tierra y 3 km² (1,2 mi²) es agua.

### Condados adyacentes
- Condado de White norte
- Condado de Cumberland noreste
- Condado de Bledsoe este
- Condado de Sequatchie sur
- Condado de Warren oeste

## Demografía
En el 2000 la renta per cápita promedia del condado era de $28,165, y el ingreso promedio para una familia era de $34,949. El ingreso per cápita para el condado era de $17,497. En 2000 los hombres tenían un ingreso per cápita de $25,938 contra $20,911 para las mujeres. Alrededor del 15.20% de la población estaba bajo el umbral de pobreza nacional.

## Lugares

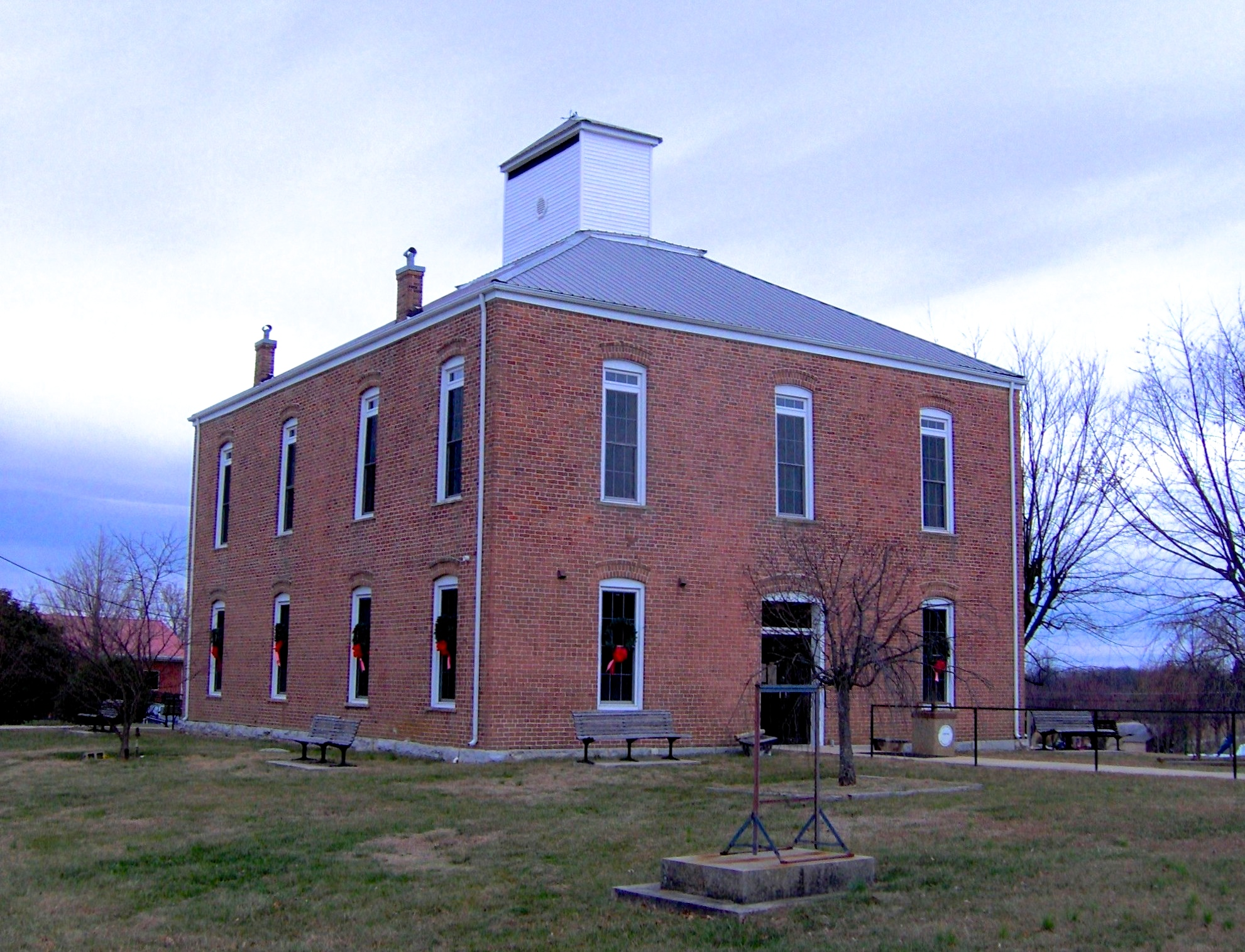
Van Buren County Courthouse en Spencer

### Pueblos
- Spencer

### Comunidades no incorporadas
- Bone Cave